# 기계설계
기계설계(機械設計)는 역학(재료역학)과 요소설계의 기본지식 및 CAD를 통한 도면 작업능력과 기계요소의 프로그램작성등 기계공학적 지식과 컴퓨터에 관련된 지식, 이 두 가지 요소를 모두 갖추어야 하는 학문이다.